# العلاقات القرغيزستانية الليتوانية
العلاقات القيرغيزستانية الليتوانية هي العلاقات الثنائية التي تجمع بين قيرغيزستان وليتوانيا.

## مقارنة بين البلدين
هذه مقارنة عامة ومرجعية للدولتين:
| وجه المقارنة                                              | قيرغيزستان                      | ليتوانيا                                                    |
| --------------------------------------------------------- | ------------------------------- | ----------------------------------------------------------- |
| المساحة (كم2)                                             | 199.95 ألف                      | 65.30 ألف                                                   |
| عدد السكان (نسمة)                                         | 6.20 مليون                      | 2.79 مليون                                                  |
| الكثافة السكانية (ن./كم²)                                 | 31.01                           | 42.73                                                       |
| العاصمة                                                   | بيشكك                           | فيلنيوس، كاوناس                                             |
| اللغة الرسمية                                             | اللغة الروسية، اللغة القيرغيزية | اللغة الليتوانية                                            |
| العملة                                                    | سوم قيرغيزستاني                 | ليتاس ليتواني، يورو                                         |
| الناتج المحلي الإجمالي (بليون دولار)                      | 7.56 مليار                      | 47.17 مليار                                                 |
| الناتج المحلي الإجمالي (تعادل القوة الشرائية) بليون دولار | 20.45 مليار                     | 84.06 مليار                                                 |
| الناتج المحلي الإجمالي الاسمي للفرد دولار أمريكي          | 1.10 ألف                        | 14.15 ألف                                                   |
| الناتج المحلي الإجمالي للفرد دولار أمريكي                 |                                 | 27.69 ألف                                                   |
| مؤشر التنمية البشرية                                      | 0.655                           | 0.839                                                       |
| رمز المكالمات الدولي                                      | +996                            | +370                                                        |
| رمز الإنترنت                                              | .kg                             | .lt                                                         |
| المنطقة الزمنية                                           | ت ع م+06:00                     | ت ع م+02:00، ت ع م+03:00، أوروبا/فيلنيوس ‏، توقيت شرق أوروبا |

## منظمات دولية مشتركة
يشترك البلدان في عضوية مجموعة من المنظمات الدولية، منها:
| علم المنظمة | اسم المنظمة                        | تاريخ انضمام قيرغيزستان | تاريخ انضمام ليتوانيا |
| ----------- | ---------------------------------- | ----------------------- | --------------------- |
|             | مؤسسة التنمية الدولية              | 24 سبتمبر 1992          | 23 سبتمبر 2011        |
|             | يونسكو                             | 2 يونيو 1992            | 7 أكتوبر 1991         |
|             | وكالة ضمان الاستثمار متعدد الأطراف | 21 سبتمبر 1993          | 8 يونيو 1993          |
|             | الأمم المتحدة                      | 2 مارس 1992             | 17 سبتمبر 1991        |
|             | الاتحاد البريدي العالمي            | ?                       | ?                     |
|             | البنك الدولي للإنشاء والتعمير      | 18 سبتمبر 1992          | 6 يوليو 1992          |
|             | اتفاقية السماوات المفتوحة          | ?                       | ?                     |
|             | الاتحاد الدولي للاتصالات           | 20 يناير 1994           | 1 يوليو 1923          |
|             | منظمة حظر الأسلحة الكيميائية       | ?                       | ?                     |
|             | مؤسسة التمويل الدولية              | 11 فبراير 1993          | 15 يناير 1993         |
|             | منظمة التجارة العالمية             | ?                       | ?                     |
|             | منظمة الشرطة الجنائية الدولية      | ?                       | ?                     |
|             | منظمة الأمن والتعاون في أوروبا     | 30 يناير 1992           | 10 سبتمبر 1991        |

## وصلات خارجية
- موقع وزارة الخارجية القيرغيزستانية
- موقع وزارة الخارجية الليتوانية